# Лютувко (Куявсько-Поморське воєводство)
Лютувко (пол. Lutówko) — село в Польщі, у гміні Семпульно-Краєнське Семполенського повіту Куявсько-Поморського воєводства.
Населення — 306 осіб (2011).

## Демографія
Демографічна структура станом на 31 березня 2011 року:
|          | Загалом | Допрацездатний вік | Працездатний вік | Постпрацездатний вік |
| -------- | ------- | ------------------ | ---------------- | -------------------- |
| Чоловіки | 151     | 31                 | 103              | 17                   |
| Жінки    | 155     | 38                 | 96               | 21                   |
| Разом    | 306     | 69                 | 199              | 38                   |